# 羅切斯特 (密歇根州)
羅切斯特（英語：Rochester）是一個位於美國密歇根州奧克蘭縣的城市。

## 人口
根據2020年美國人口普查的數據，羅切斯特的面積為9.92平方千米，當中陸地面積為9.92平方千米，而水域面積為0.00平方千米。當地共有人口13035人，而人口密度為每平方千米1,314人。